# Kirche Hl. Sava (Toronto)

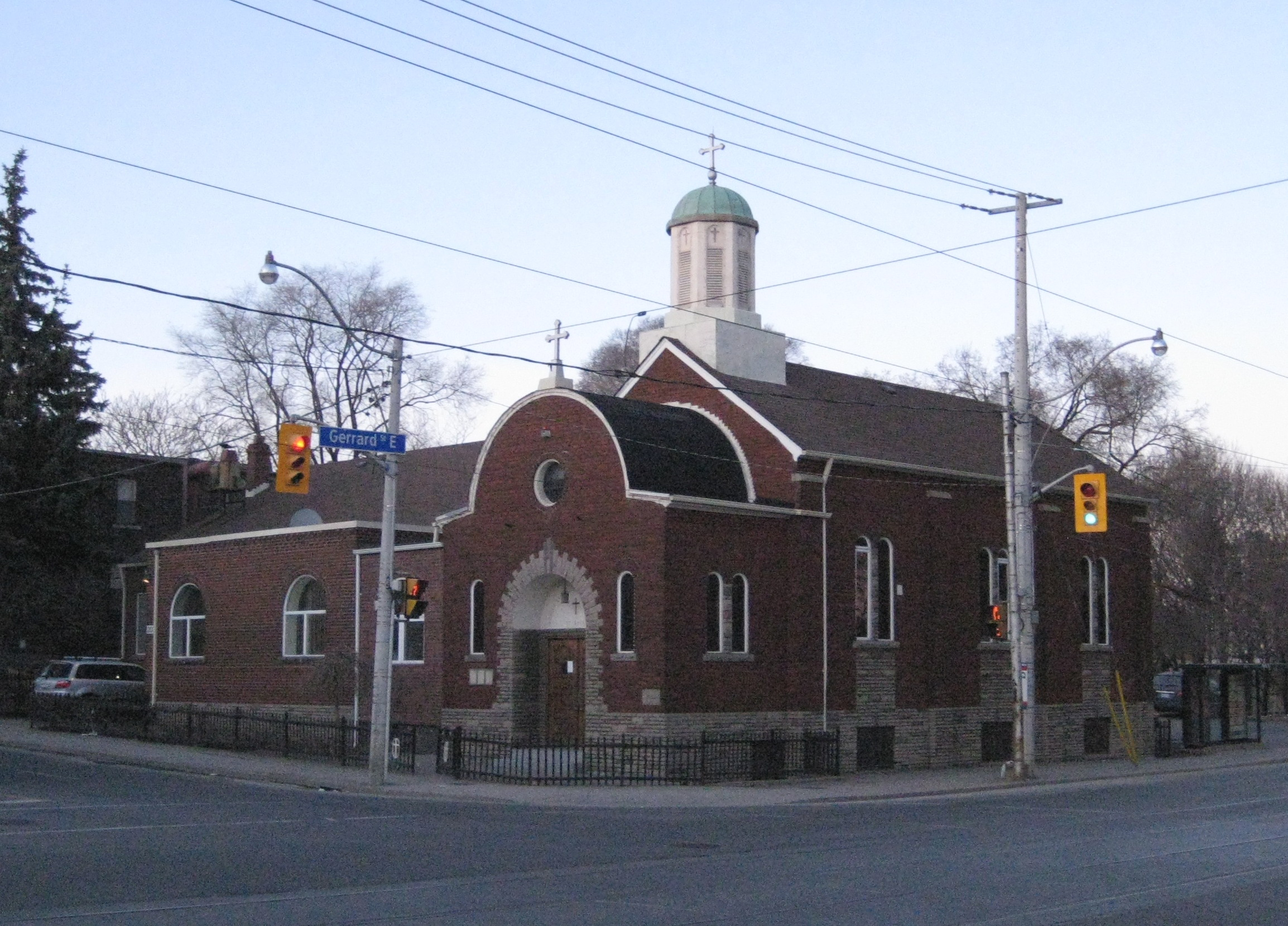
Die Kirche Hl. Sava in Toronto

Die Kirche Hl. Sava (serbisch: Црква Светог Саве, Crkva Svetog Save, englisch: Saint Sava Serbian Eastern Orthodox Church) ist eine serbisch-orthodoxe Kirche in der Metropole Toronto im südöstlichen Kanada.
Die von 1953 bis 1955 erbaute Kirche ist dem serbischen Nationalheiligen, dem ersten Erzbischof und dem Erleuchter des serbischen Volkes, Sava von Serbien geweiht. Sie ist die Pfarrkirche der Pfarreien Toronto I und IV im Dekanat Ontario, der Eparchie Kanada der Serbisch-Orthodoxen Kirche.

## Lage
Die Kirche steht an der Straße River Street 203, direkt an der Kreuzung zur Gerrard Street East im Stadtteil Cabbagetown in der Downtown Toronto der größten kanadischen Stadt und Hauptstadt der Provinz Ontario.

## Geschichte

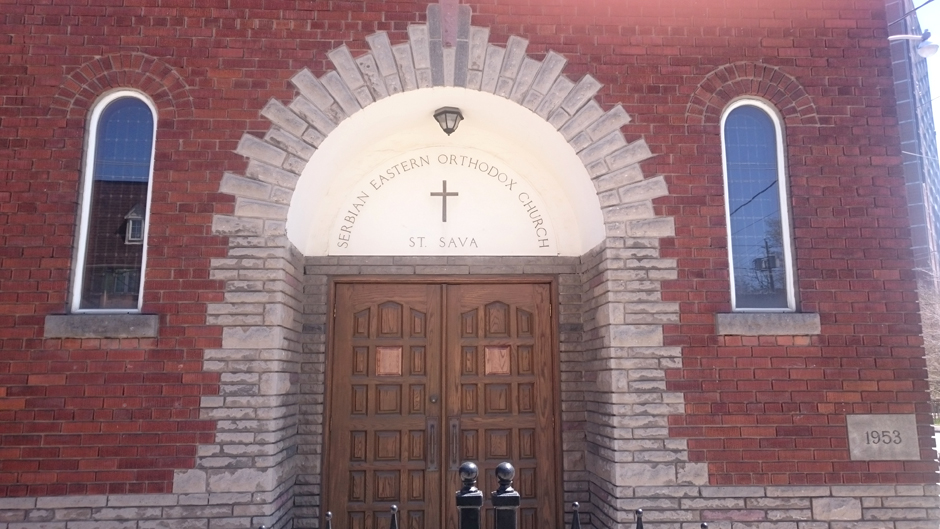
Der Eingang in die Kirche

Schon vor dem Ersten Weltkrieg lebte in Toronto eine kleine Anzahl von Serben. Bis zum Ende des Zweiten Weltkriegs gingen die meisten von ihnen aus, sie würden in ihre Heimat zurückkehren. Am 3. Oktober 1948 trafen sich die verschiedenen serbischen Organisationen der Stadt in einem Hotel um den Bau eines Serbischen Hauses (srpski dom) zu beschließen. Dieses sollte für eine Zeit als Ort für Gottesdienste dienen.
Mit diesem Ziel wurde ein Ausschuss zum Bau des Hauses und der Kirche gegründet. In diesen Ausschuss wurden als Präsident: Božidar Marković, als Vizepräsident: Vasa Volarov, als Sekretär: Aleksandar Anđelić, als Schatzmeister: Petar Karalejić und als Mitglieder des Vorstands: Stevan Ćuk, Mihailo Dučić, Marina Selak, Jelka Adamov und Mara Šustran gewählt.
Mit großen Schwierigkeiten konnten die Mitglieder des Ausschusses an der Kreuzung der Straßen Gerrard Street E und River Street Land kaufen, um das serbische Haus und die Kirche zu errichten. Das Grundstück wurde für 5000 USD von der Stadt Toronto gekauft.
Sofort wurden 2500 USD hinterlegt und das Bauland wurde am 24. August 1950 unter dem Namen „Serbisches Haus und Kirche in Toronto“ registriert. Zu dieser Zeit konnten keine Kredite von einer Bank für einen Bau erhalten werden, bis ein Kuratorium gewählt wurde, dessen Mitglieder garantierten, dass sie die Schulden für das Land und den Bau begleichen würden. Die Garanten des serbischen Hauses und der serbischen Kirche waren: Božidar Marković, Petar Karalejić, Vasa Volarov, Nikola Mrkobrada und Stevan Ćuk.
Der Bau der Kirche Hl. Sava begann am 10. Juni 1953. Und am 22. August 1953 weihte der damalige Bischof der damaligen Eparchie Amerika-Kanada Dionisije (Milivojević) die Kirchenfundamente. Architekt des Hauses und der Kirche war Petar Popović, und der Baumeister war Velja Relja.

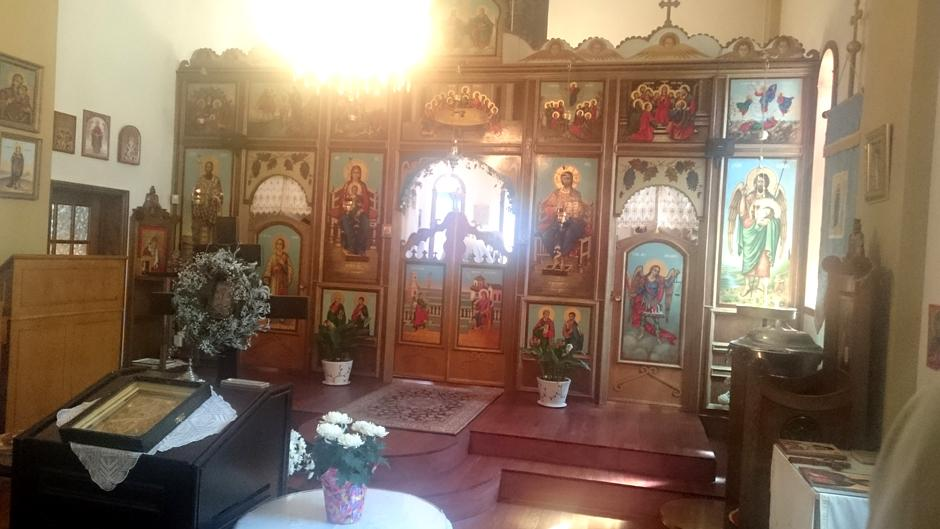
Die Ikonostase der Kirche Hl. Sava

Das serbische Haus wurde mit der Begehung der Slava des Hl. Sava am 30. Januar 1954 eröffnet.

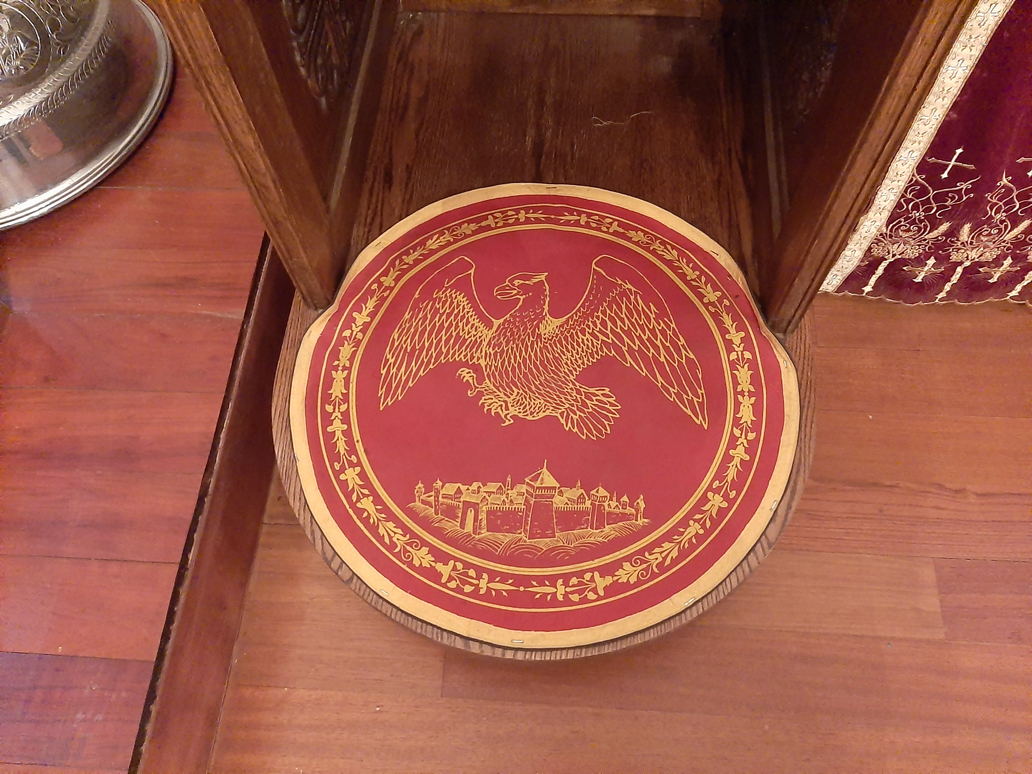
Der Orlec der Kirche

Zu Ostern 1954 fand im serbischen Haus, erstmals ein serbisch-orthodoxer Gottesdienst statt. Das Haus wurde vom Hl. Bischof Nikolaj von Ohrid und Žiča am 3. September 1954 feierlich eingeweiht. Der Kirchenbau wurde im Mai des Jahres 1955 beendet. Damit ist sie die erste Serbisch-orthodoxe Kirche von Toronto.
Und am 22. Mai 1955 wurde die Kirche vom Bischof Dionisije (Milivojević), mit der Assistenz der Priester: Miodrag Đurić, Justinian Ilkić aus Montreal, Nikola Stojsavljević aus Niagara Falls, Aleksije Ševčenko aus Toronto und Branko Škaljac feierlich eingeweiht.
Unter den Anwesenden bei der Einweihung der Kirche nahm auch die russische Prinzessin Olga Aleksandrovna Romanova (die jüngste Schwester des letzten russischen Zaren Nikolaus II.) teil, die der Kirche eine selbst gemalte Ikone des Hl. Fürsten Aleksandr Nevski schenkte.
Der Serbisch-orthodoxe Chor Hl. Georg aus Niagara Falls begleitet den Gottesdienst. Der Kirchenpate war Petar Karalejić und Patin der Kirche war Lenka Lalić aus Montreal.
Das Ehepaar Mate und Lenka Lalić waren die ersten großen Wohltäter des serbischen Hauses und der serbischen Kirche in Toronto.

## Priester der Gemeinde
Von 1955 bis 1963 war Erzpriester Aleksije Ševčenko der erste Priester der Kirche, bevor er die Pfarrei verließ. Nachdem betreute Priester Simeon Grozdanović die Kirche bis zum Jahre 1964, als Nikola Stojsavljević ständiger Priester der Kirche bis zum Jahre 1972 wurde.
Von 1975 bis zu seinem Tode am 16. Mai 1980 übernahm Priester Žarko Mitrović die Pfarrei. Nach einer kurzen Abfolge verschiedener Priester wurde im Mai 1980 Priester Mihajlo Doder Pfarreipriester, bis zum Jahre 1999, als er zum Oberpriester der Kathedrale der Versammlung aller serbischen Heiligen in Mississauga ernannt wurde.
Seit 1985 und der Ankunft von Bischof Georgije (Đokić) an der Spitze der Eparchie Kanada haben jeweils zwei Priester in der Kirche gedient. Die Priester ab dieser Zeit sind:

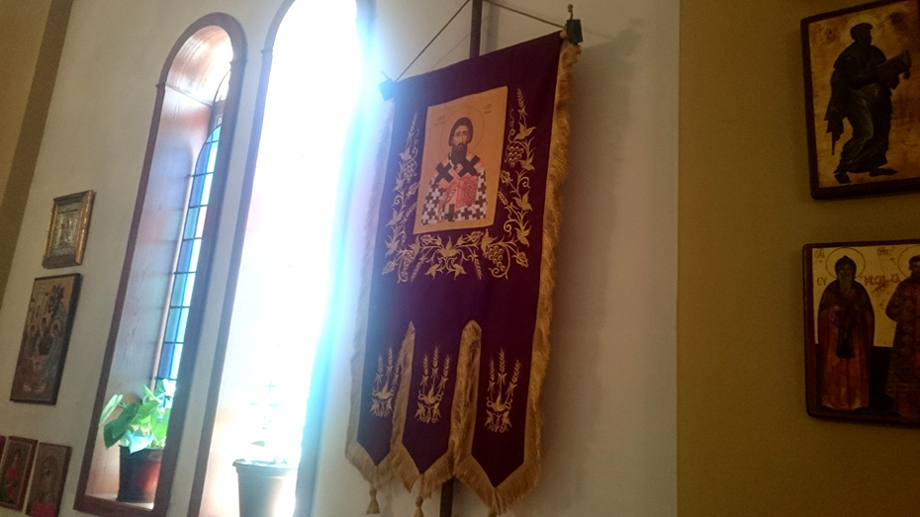
Der Kirchenbanner (Horugva) mit der Ikone des Hl. Sava von Serbien

- Priester Vasilije Tomić (1985–2010) und Mihajlo Doder (1980–1999)
- Priester Vasilije Tomić (1985–2010) und Priester Ljubomir Rajić (1999–2010)
- Priester Milutin Veljko (2010–2017) und Priester Miloš Purić (2010–2018)
- Priester Milovan Sredojević seit 2017.
- Priester Vladimir Vranić (2018)
- Priester Dejan Obradović (2018–2019)

Zurzeit sind die Priester der Kirche als leitender Oberpriester der Kirche Milovan Sredojević und seit 2019 Priester Prvoslav Purić.
Von 1964 bis 2009 erschien die Kirchenzeitung Glasnik. Die serbische Sonntagsschule wurde 1956 gegründet.

## Architektur
Die einschiffige Kirche wurde im serbisch-byzantinischen Stil erbaut adaptiert auch an die nordamerikanische Architektur. Sie besitzt eine kleine halbrunde Altar-Apsis im Osten und im Westen befindet sich der Haupteingang in die Kirche mitsamt kleiner Vorhalle. Auch an der Westseite der Kirche erhebt sich eine kleine Rundkuppel über dem Kirchendach. Die Kirche besitzt drei Kirchenkreuze. Direkt an die Nordseite der Kirche ist das serbische Haus angebaut, über das man die Kirch auch an der Nordseite betreten kann.
Im Jahre 1956 wurde die Ikonostase der Kirche, ein Werk von Sima Temovski geweiht.

## Belege
- Artikel über das Historiat der Kirche auf der Seite der Kirchengemeinde Toronto (serbisch)
- Artikel über die Dekanate der Eparchie Kanada auf der offiziellen Webpräsenz der Eparchie (englisch)

Koordinaten: 43° 39′ 50,9″ N, 79° 21′ 31,8″ W